# Pecteilis
Pecteilis es un género  de orquídeas pertenecientes a la subtribu Orchidinae. Se encuentra en el lejano oriente de Rusia y los trópicos de Asia.

## Especies dePecteilis
A continuación se brinda un listado de las especies del género Pecteilis aceptadas hasta mayo de 2011, ordenadas alfabéticamente. Para cada una se indica el nombre binomial seguido del autor, abreviado según las convenciones y usos y la publicación válida.
1. Pecteilis gigantea (Sm.) Raf., Fl. Tellur. 2: 38 (1837)
2. Pecteilis hawkesiana (King & Pantl.) C.S.Kumar, Nord. J. Bot. 22: 526 (2002 publ. 2003)
3. Pecteilis henryi Schltr., Repert. Spec. Nov. Regni Veg. Beih. 4: 45 (1919)
4. Pecteilis susannae (L.) Raf., Fl. Tellur. 2: 38 (1837)
5. Pecteilis triflora (D.Don) Tang & F.T.Wang, Acta Phytotax. Sin. 1: 62 (1951)